# Vincent de Paul Bailly
Pour les articles homonymes, voir Bailly.
Vincent de Paul Bailly, né le 2 décembre 1832 à Berteaucourt-lès-Thennes et mort le 2 décembre 1912 à Paris, est un religieux et journaliste français.

## Biographie
Vincent de Paul Bailly naît le 2 décembre 1832 à Berteaucourt-lès-Thennes. Il est le deuxième des six enfants du journaliste et imprimeur Emmanuel-Joseph Bailly de Surcy.
À moins de seize ans, il est bachelier ès lettres.
Dès sa jeunesse, il participe aux conférences Saint-Vincent de Paul dont il est membre du Conseil central en 1855.
Assomptionniste depuis 1860, il suit les traces de son imprimeur de père : il fonde Le Pèlerin en 1873 puis La Croix en 1880.  
Il est mis en cause dans l'affaire Dreyfus, à travers son journal La Croix, pour avoir violemment pris position contre la révision du procès en menant de manière efficace son offensive contre les républicains, les juifs, les protestants et les francs-maçons. La dissolution de la branche française de la congrégation assomptionniste fut prononcée en janvier 1900 par le gouvernement anti-catholique de Pierre Waldeck-Rousseau. Sur intervention du pape, la direction du journal La Croix revint à des laïcs.

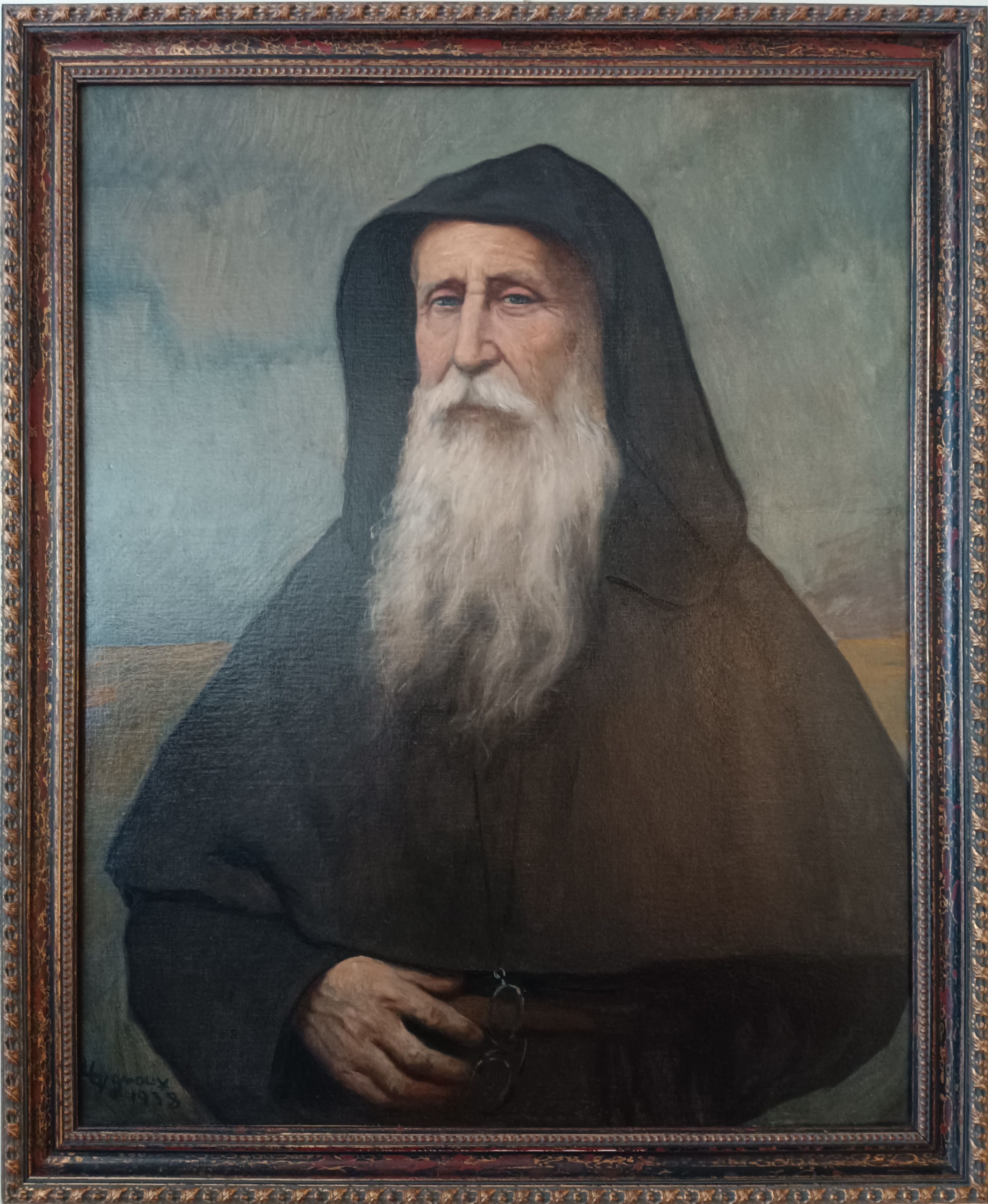
Tableau de Vincent de Paul Bailly

Il meurt à Paris le matin du 2 décembre 1912.